# Rödbrun trattskivling
Rödbrun trattskivling (Lepista flaccida) är en svampart som först beskrevs av James Sowerby, och fick sitt nu gällande namn av Narcisse Theophile Patouillard 1887. Rödbrun trattskivling ingår i släktet Lepista och familjen Tricholomataceae.  Arten är reproducerande i Sverige. Inga underarter finns listade i Catalogue of Life.
I den svenska databasen Dyntaxa används istället namnet Lepista gilva för samma taxon.  Arten är reproducerande i Sverige.